# Xerocomus silwoodensis
Bolet brun-rouge des peupliers, Bolet du Silwood
Espèce
Statut de conservation UICN

 DD  : Données insuffisantes
Xerocomus silwoodensis, le Bolet brun-rouge des peupliers, est une espèce rare de champignon (Fungi) basidiomycète du genre Xerocomus dans la famille des Boletaceae. Il se caractérise par ses teintes rouges par rapport à d'autres Xerocomus, son pied souvent orné d'un réseau rougeâtre saillant et son habitat sous peupliers.

## Taxonomie
Le nom correct complet (avec auteur) de ce taxon est Xerocomus silwoodensis A.E. Hills, U. Eberhardt & A.F.S. Taylor, 2007.

### Phylogénie
L'analyse moléculaire a montré que l'espèce est étroitement liée à Xerocomus subtomentosus, et qu'elle a probablement été négligée auparavant en raison de son apparence similaire.

### Étymologie
L'épithète spécifique silwoodensis est nommée d'après le Silwood Park, le campus de l'Imperial College London, d'où venaient les scientifiques ayant découvert l'espèce. Sa découverte a été classée comme la septième meilleure découverte d'une nouvelle espèce en 2008 par l'Institut international d'exploration des espèces.

### Noms vulgaires et vernaculaires
Ce taxon porte en français les noms vernaculaires ou normalisés suivants : bolet brun-rouge des peupliers, bolet du Silwood.

## Description du sporophore

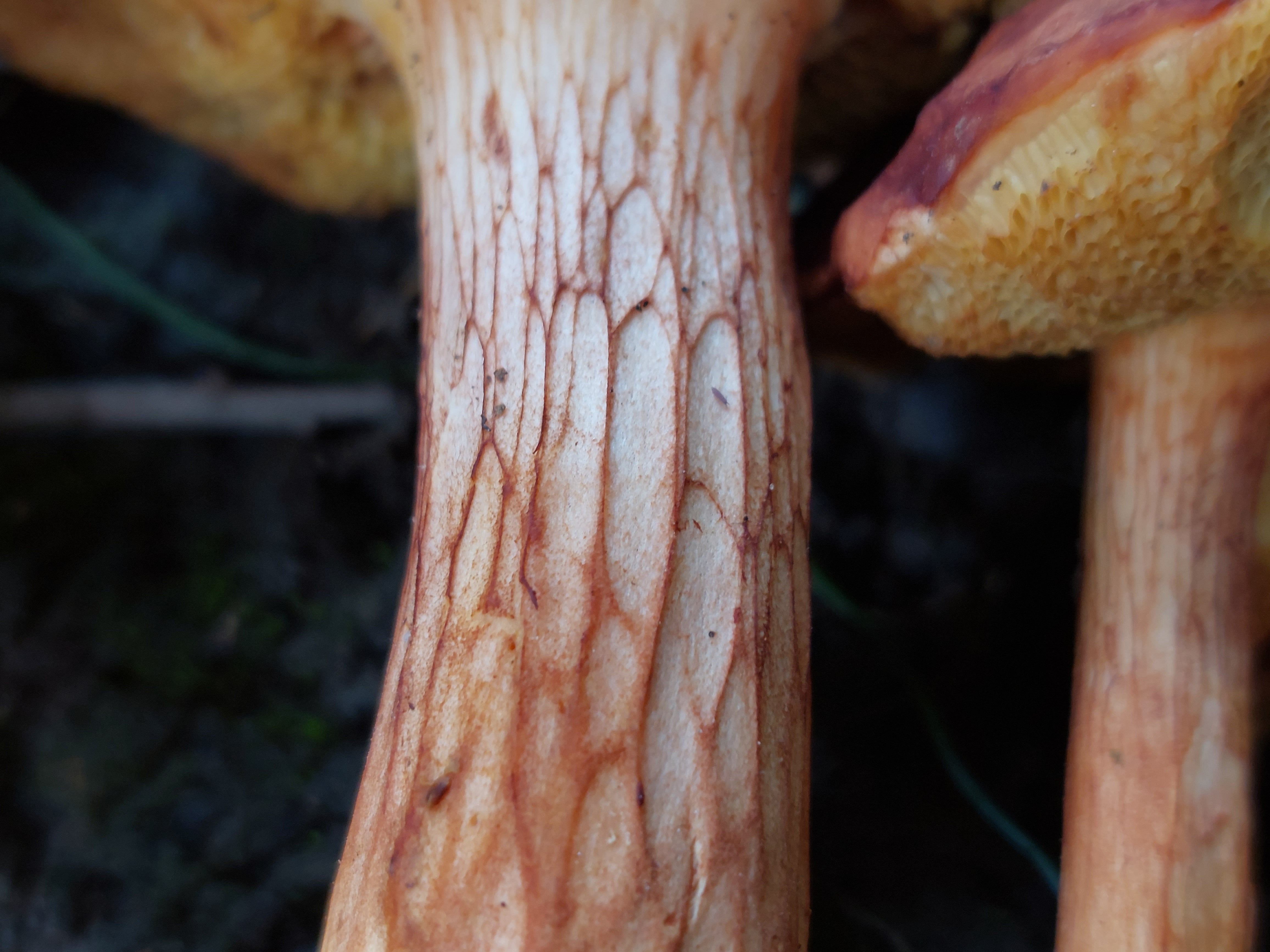
Réseau rougeâtre marqué sur le stipe de X. silwoodensis.

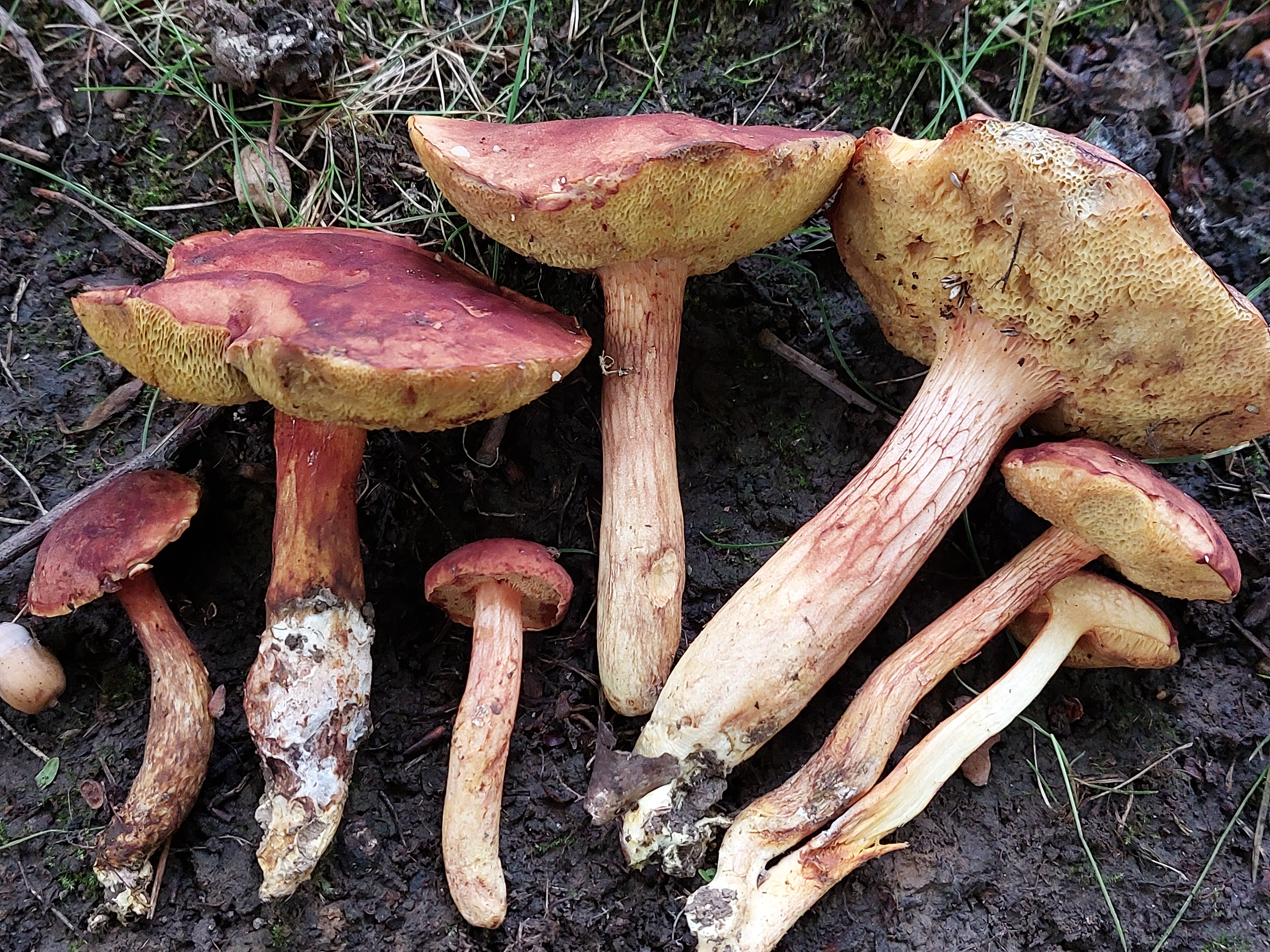
Collection de sporophores de X. silwoodensis en France.

Les bolets sont des champignons dont l’hyménophore, constitué de tubes et terminés par des pores, se sépare facilement de la chair du chapeau. Ce chapeau d'abord rond, recouvert d'une cuticule, devient convexe à mesure qu’il vieillit. Ils ont un pied (stipe) central assez épais et une chair compacte. Les caractéristiques morphologiques de X. silwoodensis sont les suivantes :
Son chapeau est finement tomenteux, brun-rouge à brun jaunâtre, à cuticule peu craquelée.
L'hyménophore présente des pores jaunes à jaune d'or, immuables non bleuissants. Les tubes sont concolores aux pores.
Son stipe est cylindrique à subclavé avec la base rétrécie à tendance radicante, il est orné d'un réseau rougeâtre net en relief au moins dans sa partie supérieure,.
La chair est blanchâtre à la coupe, plus jaune dans le chapeau, parfois un peu plus sombre vers l'extrême base du pied. Son mycélium est blanchâtre à jaune pâle mais jamais jaune vif.

### Caractéristiques microscopiques
Ses spores mesurent 9,5 à 14,5 µm x 4 à 5,5 µm. Elles sont similaires à celles de Xerocomus chrysonemus mais nettement différentes de celles de Xerocomus subtomentosus et Xerocomus ferrugineus.

## Galerie

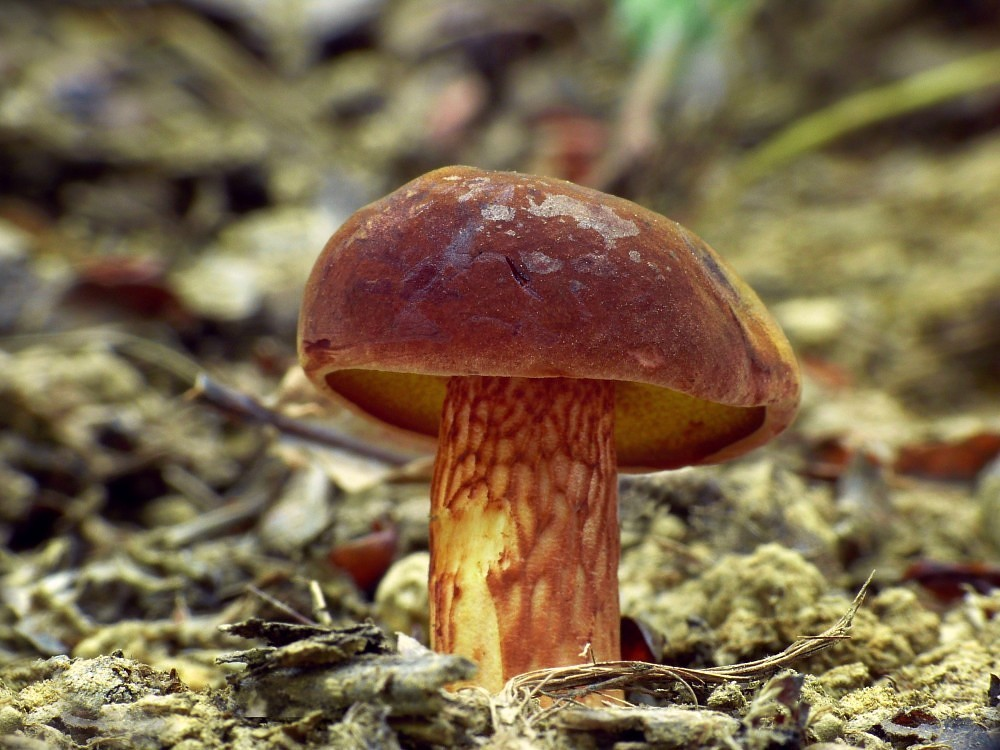
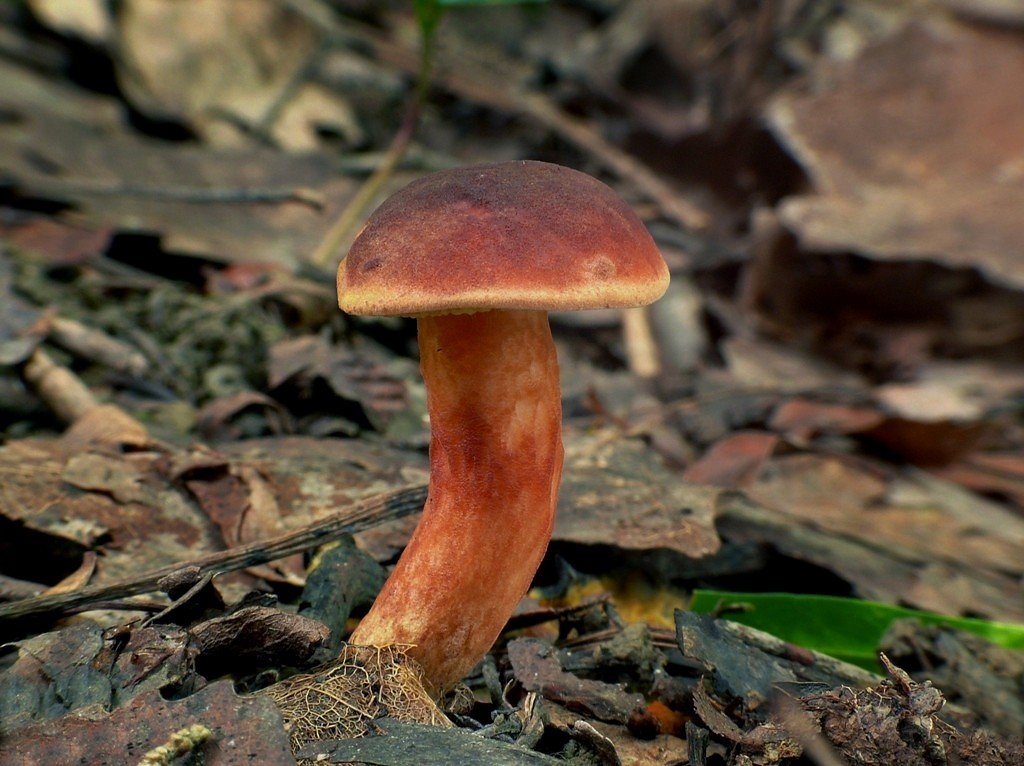
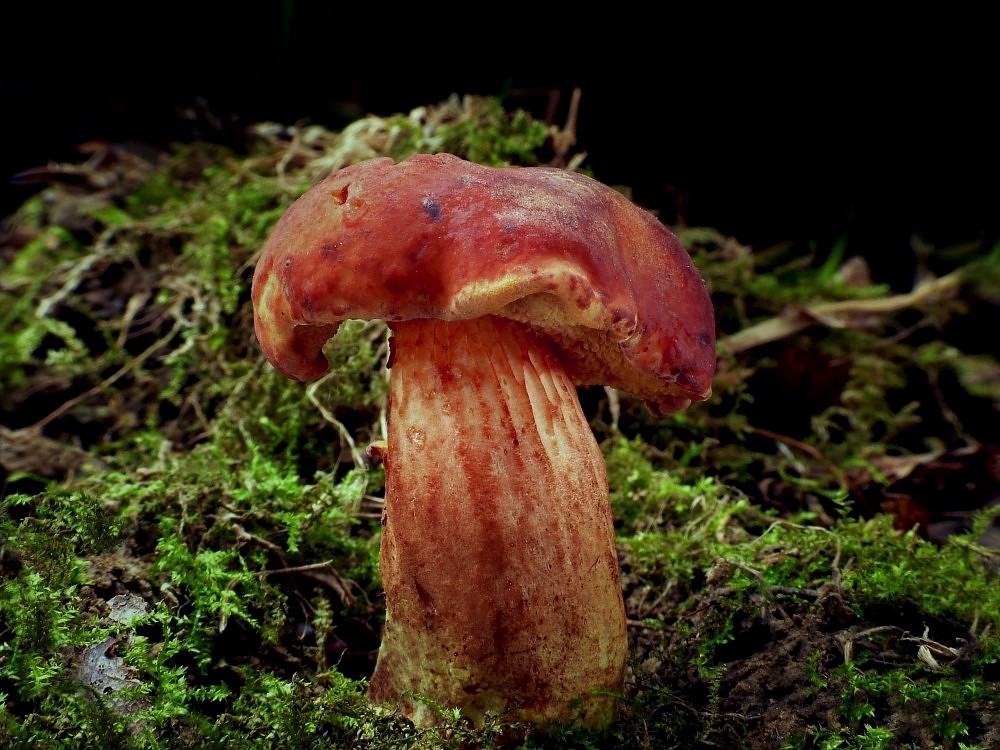
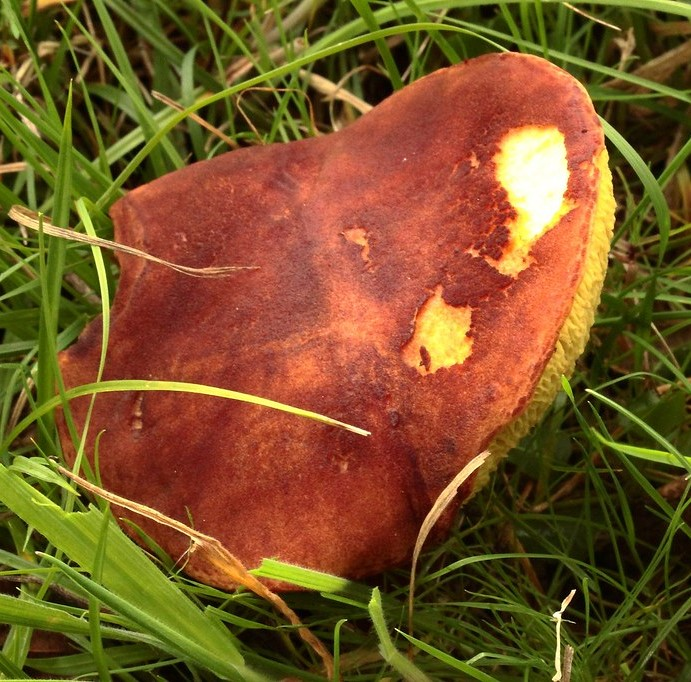
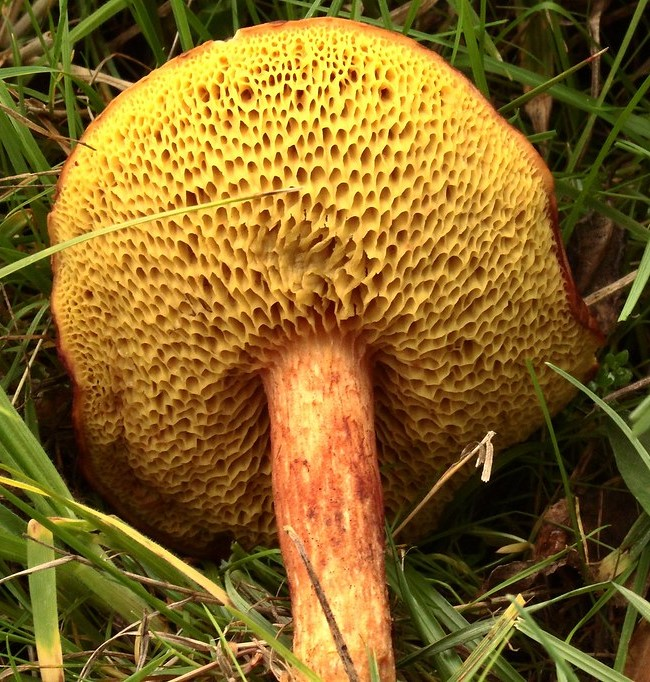
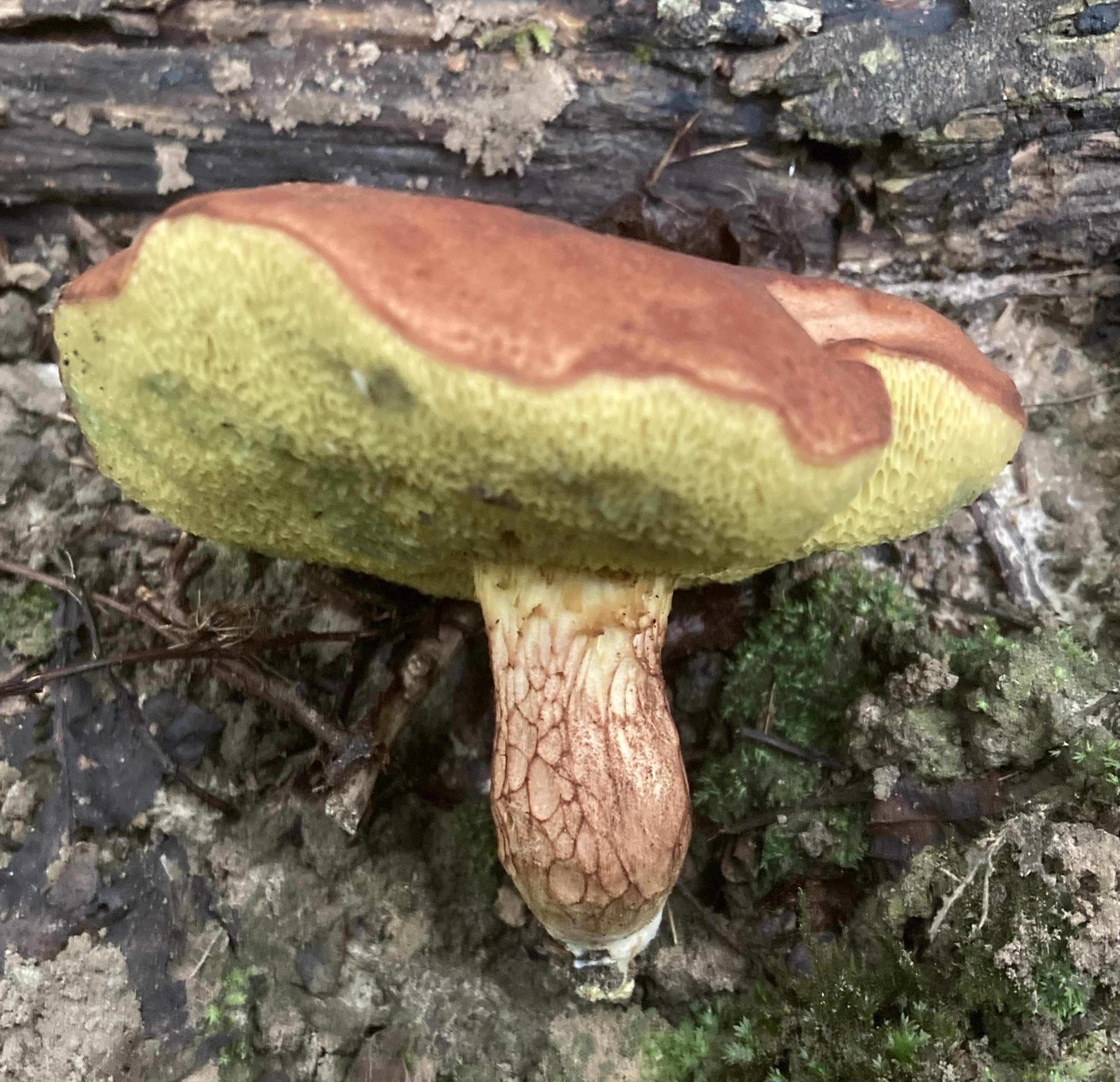
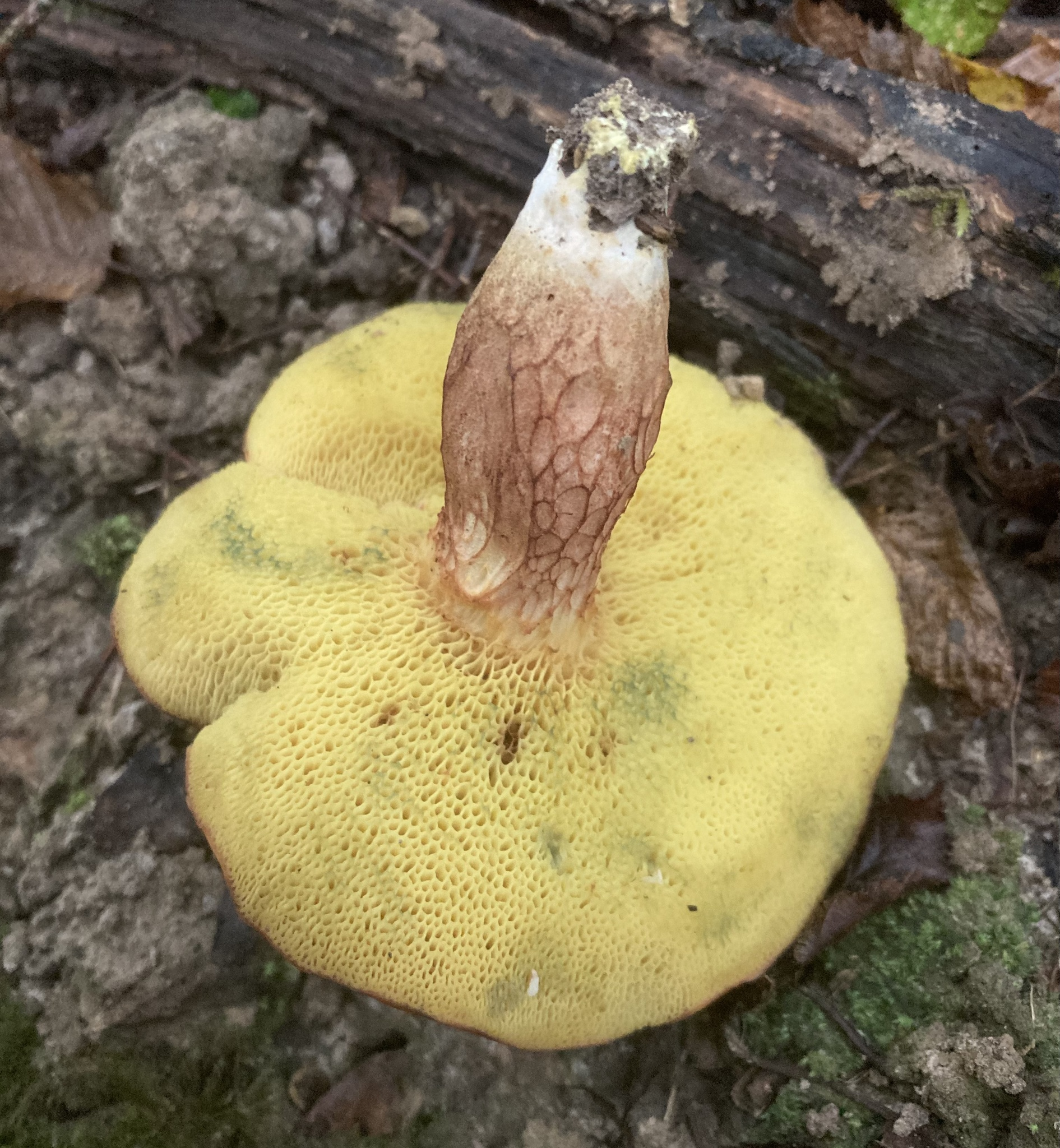
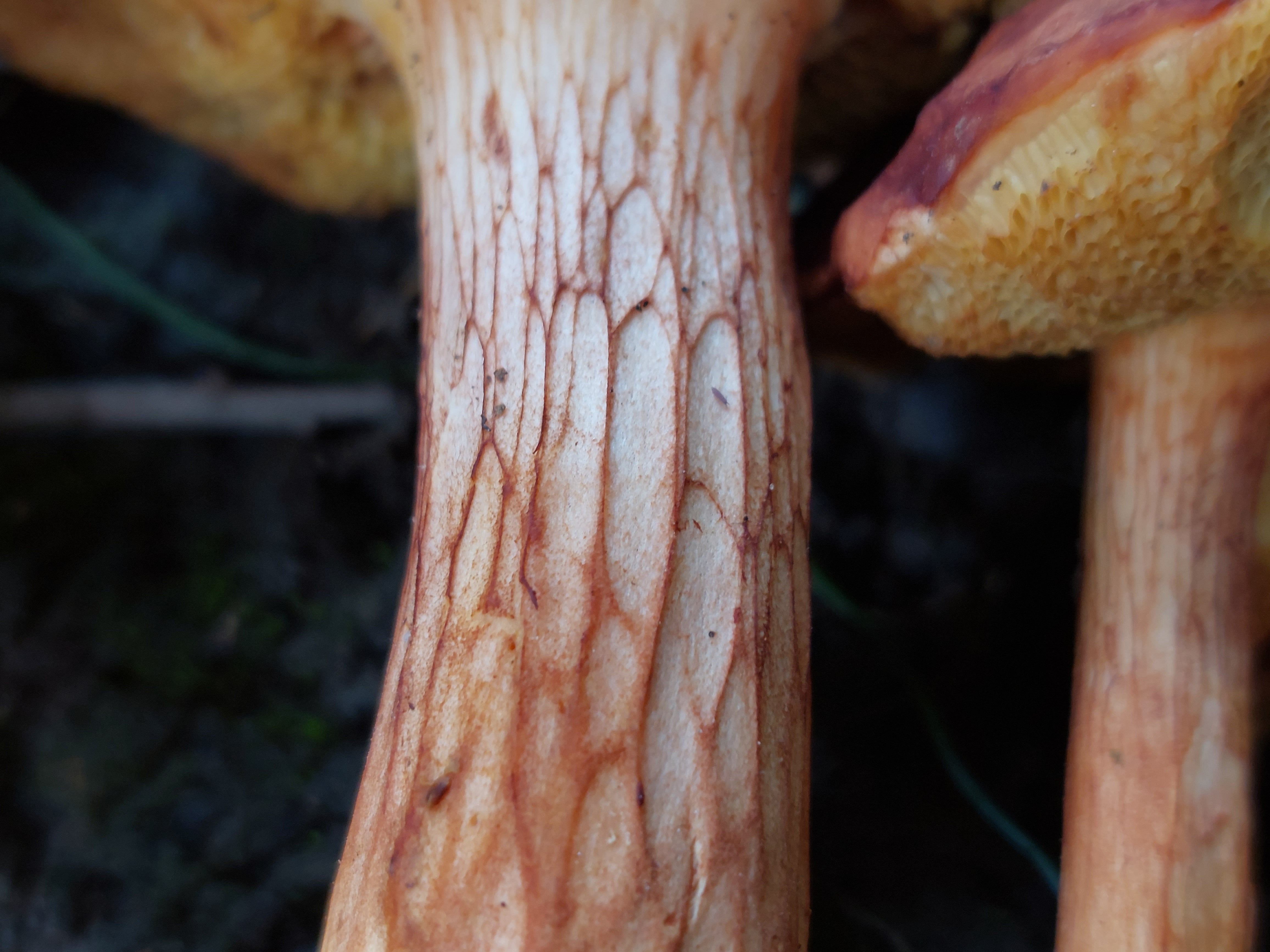
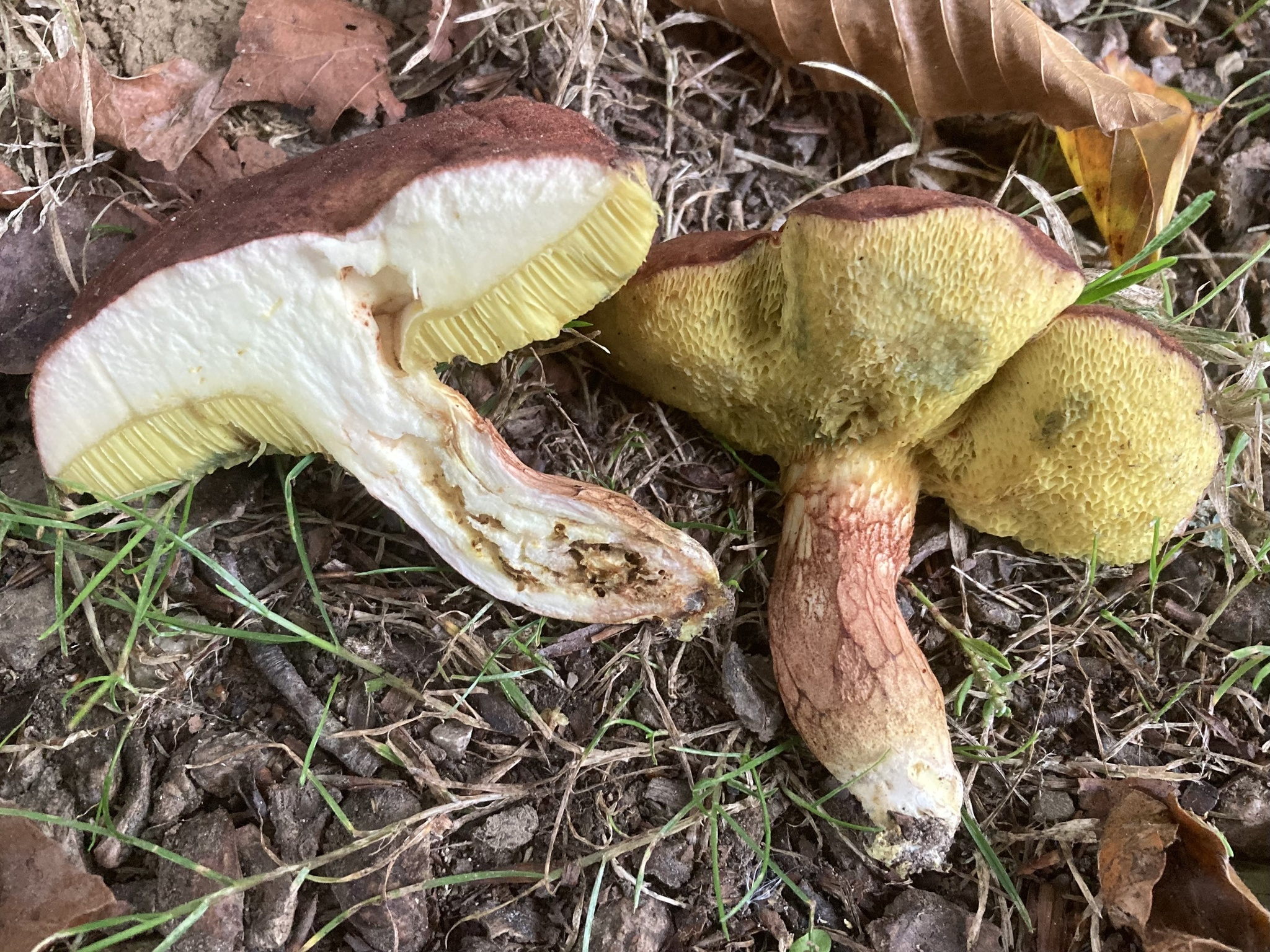
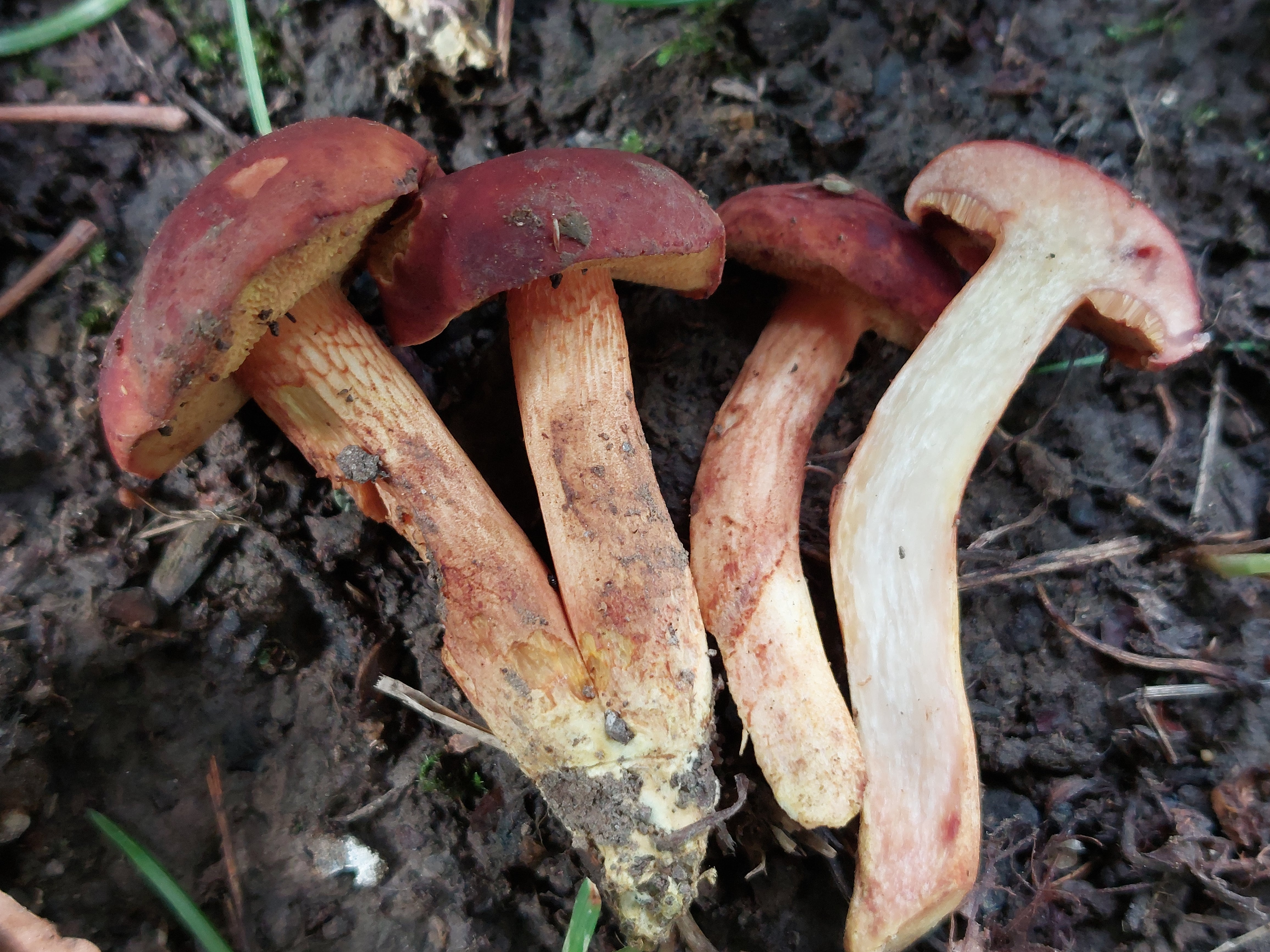
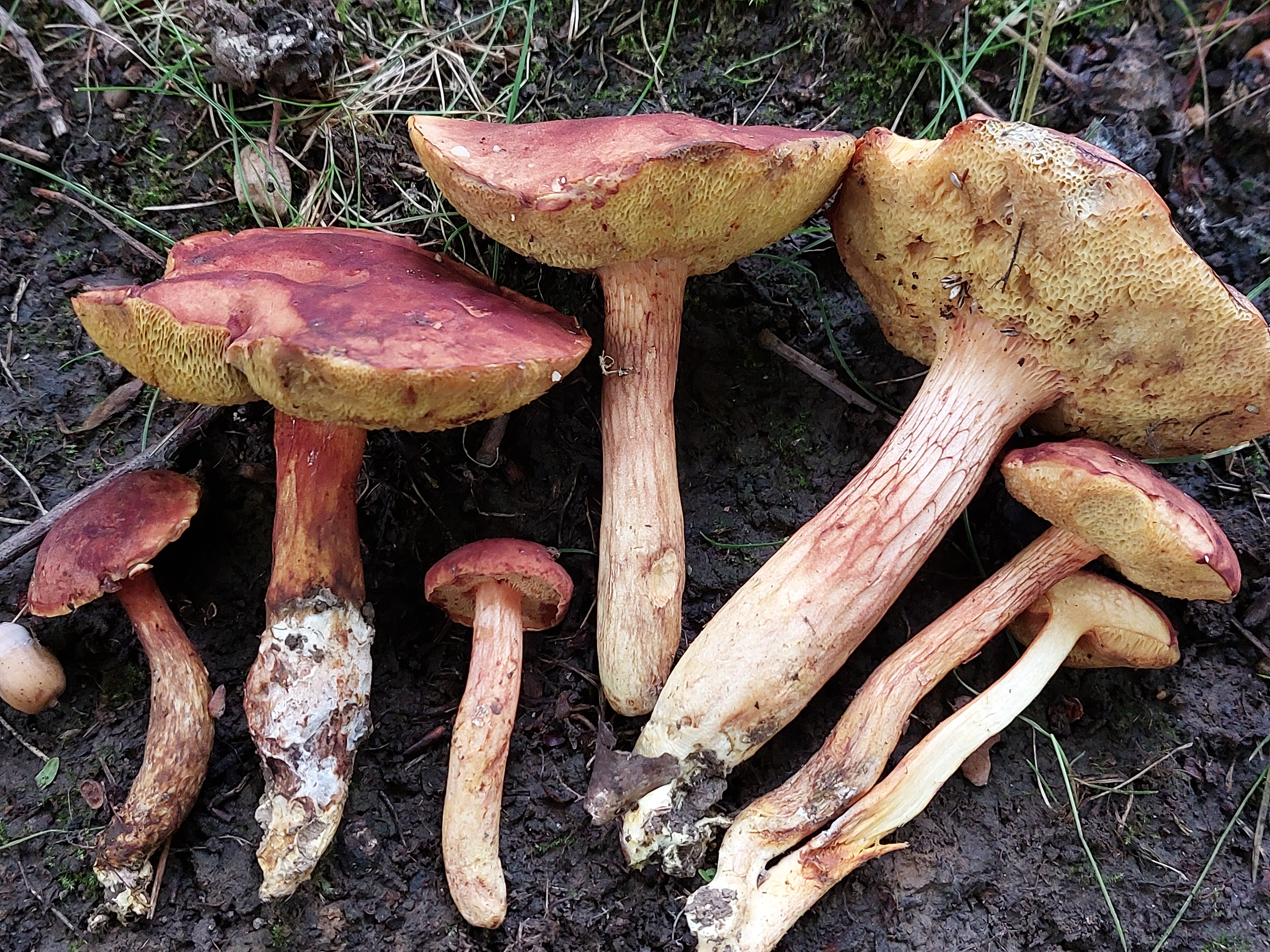

## Habitat et distribution
Il s'agit d'un champignon ectomycorhizien, poussant sous feuillus, surtout sous peupliers,. Il est présent en Europe.

## Comestibilité
Comme tous les Xerocomus au sens large, le Bolet brun-rouge des peupliers est une espèce d'intérêt culinaire donné comme moyen de par son faible goût et sa petite taille. Elle est comestible après cuisson, de préférence en retirant le pied et en privilégiant les jeunes spécimens et les spécimens fermes dont les tubes ne sont pas très développés. De par sa rareté et sa difficulté d'identification, qui doivent inciter à ne pas le rechercher à des fins de consommation,  il ne fait était d'une consommation traditionnelle ou occasionnelle notable, de sorte qu'il doit être considéré comme sans intérêt alimentaire .

## Confusions possibles
- Le Bolet ferrugineux (Xerocomus ferrugineus) à la chair totalement blanche et immuable et au mycélium nettement jaune. Ses spores sont légèrement plus filiformes[4]. Sans intérêt alimentaire.
- Le Bolet subtomenteux (Xerocomus subtomentosus) au mycélium blanc, au chapeau moins rouge, au stipe très peu souvent orné d'un pseudo-réseau et à la chair rosée dans la partie inférieure du stipe à la coupe. Comestible.
- Le Bolet à base jaune (Xerocomus chrysonemus) aux teintes jaune pâle, à la chair jaune vif au bout du pied à la coupe, parfois avec des bleuissements localisés et au mycélium jaune d'or vif. Sans intérêt alimentaire.